# Cowboybukser
Cowboybukser er det dagligdags udtryk for slidstærke benklæder, fremstillet af denim. 

## Etymologi
På dansk har ordet cowboybukser stort set samme betydning som jeans og anvendes omtrent lige så ofte. Jeans kommer af ordet Genoveser og blev til idet købmænd fra Genova i det 19. århundrede ofte købte stort ind af stoffet denim eller serge, som det oprindeligt blev kaldt, fra den franske by Nimes (deraf også navnet denim fra serges de Nimes) for netop at fabrikere beklædningsgenstande.

## Historie
I 1873 modtog en skrædder ved navn Jacob Davis, som var bosiddende Nevada i USA en bestilling fra en lokal skovarbejder på et par slidstærke arbejdsbukser. Davis syede et par bukser i denim og tilføjede nitter til forstærkning af syningerne. Nitterne gjorde en forskel for syningernes og buksernes holdbarhed, og efterspørgslen hos Davis på denne slags bukser steg hurtigt. Davis bad derfor tekstilfabrikanten Levi Strauss om hjælp til masseproducering samt til at sørge for at det nye påfund blev patenteret.  Patentet, som hed Levi's, lagde grunden til en stor kommerciel succes indtil 1908, hvor patentet udløb og andre producenter af cowboybukser eller jeans entrerede det amerikanske marked. 

### Fra arbejdsbuks til modebuks
I 1950'erne begyndte cowboybukser at få status af modebuks. Dette skete blandt andet i takt med at filmene Wild One fra 1953 og Rebel Without A Cause (dansk titel: Vildt Blod)fra 1955 med henholdsvis Marlon Brando og James Dean i hovedrollerne tonede frem på de store lærreder. De unge filmstjerner var klædt i denim og det smittede af på datiden amerikanske ungdom. Det var også her cowboybukser begyndte sit indtog uden for USA's grænser.  

### Verdens mest anvendte beklædning
I 1960'erne og 1970'erne blev cowboybukser gængs for alle samfundslag og de blå bukser havde ikke længere en identitet som arbejderklassesymbol eller som en buks fra det vilde vest påhæftet. Fra 1980'erne og indtil nu er der sket store designmæssige fremstød og cowboybukser er blevet genstand for megen stilistisk tilpasning med forskellige pasformer, lommeformer og syningsmønstre.
I dag betegnes cowboybukser som den mest anvendte og mest udbredte beklædningsdel i verden på tværs af køn. Cowboybukser omfavner en bred anvendelse som modebukser samt en stadig fastholdelse i oprindelsen som arbejdsbuks og kulturel repræsentant for en fysisk udfordret og udholdende arbejderklasse.